# Könnygáz
A könnygáz kémiailag előállított anyag, vegyi fegyver, amely a legelterjedtebb tömegoszlató eszköz világszerte.

## Hatása
A következő tünetekkel találkozhatnak a szerrel érintkezők: 
- erős könnyezés, nyálfolyás;
- nehézlégzés, köhögés, légszomj, mellkasszorítás (szabad levegőn legfeljebb egy órán át tart);
- súlyos fejfájás, szédülés, hányinger;
- a nedves nyálkahártya, a szem és a bőr irritációja, vörösesség.
- szaglás gyengülését is okozhatja

Maradandó károsodást nem, de súlyos sérüléseket okozhat, ha valaki nagy mennyiségben és közelről szippantja be: akár lélegeztető-gépre is szükség lehet a tüdő normális működésének helyreállításához. 

## Összetétele
„Könnygáz” néven többféle vegyületet is használnak. A CS és CN szobahőmérsékleten fehér por alacsony forrásponttal. Az OC (PV) kristályos vagy viaszos anyag.

### CS (orto-klórbenzilidén-malonitril)
Ingerlő, hánytató gáz.
A CS hatóanyag a CN-hez hasonló irritáló hatással rendelkezik, azonban annál kisebb mértékben. Könnygázgránátokban is alkalmaznak CS hatóanyagot, mivel a tömegoszlatásnál nem az emberek harcképtelenné tétele a cél, hanem az elkergetésük.
Önvédelmi célra, emberek ellen megfelelő, de a gyengébb hatása miatt nem olyan jó mint a CN, viszont az egyéb élettani hatásai miatt, köhögési rohamok, vérnyomás emelése, hánytató hatás, veszélyes lehet a beteg, legyengült szervezetű emberekre. Állatok elleni védekezésre nem javasolt a használata, mivel azokra szinte egyáltalán nem hat.
A CS hatóanyagot töltik könnygázspraykba is.
Egyes országokban, a CS hatóanyagú gáztöltényekben 80 milligramm a megengedett legnagyobb hatóanyagtartalom, Magyarországon ezek kerülnek kereskedelmi forgalomba.
Vízben a CN-hez hasonlóan jól oldódik, ezért könnyen semlegesíthető. A hatása 5-15 perc alatt megszűnik.
Kisebb, 6mm, vagy 22 long gáztöltényekbe nem is töltik a CS hatóanyagot.
A színjelzése sárga. A Magyar Rendőrség használja ezen hatóanyagot. 

### CR (dibenzoxazepin)
Ön- és közveszélyes méreg. A CS-gáznál jóval irritálóbb kristályos anyag, szaga a borshoz hasonlít. Erős bőrfájdalmat (különösen nedves bőrfelületen), köhögést, kapkodó légzést, légzési zavarokat, ideiglenes vakságot okoz. Zárt térben használva rövid idő alatt halálos dózist lehet belőle belélegezni. A CR-nek kitett bőrfelületen súlyos fájdalom jelentkezhet még több nap múlva is, hosszan tartó érintkezés esetén kémiai égést okoz. A hatása karcinogén (rákkeltő). Használata az Európai Unióban tiltott. A rendőrség sem használja.

### CN
Az 1871-es felfedezése óta a CN gázt használják a rendvédelmi szervek, és a civilek is szerte a világon. Töltik könnygázgránátokba, gázspraykbe és gázfegyverekhez használható gáztöltényekbe is.
A CN, gáztöltényekben fehér színű por formájában van töltve, könnygázspraykban pedig különböző oldószerekben feloldva található (alkohol, éter). Mivel a klóracetofenon viszonylag alacsony hőmérsékleten, 58 °C-on gázneművé alakul, ezért a gázfegyverből kilövődő könnygázfelhő igen nagy méretű és sűrű lesz, ami segíti a hatékony védekezést.
A CN hatóanyag erős bőr és nyálkahártya irritáló hatása miatt, a kereskedelmi forgalomban kapható könnygázok közül a leghatékonyabb, emberi,- és állati támadások elhárítására. Támadó kutyák elleni védekezésre is a CN hatóanyagú gázsprayk, illetve gáztöltények a megfelelőek, mint például: a PAJZS5000, vagy az Antihund nevű gázsprayk.
A CN hatóanyag vízben jól oldódik, az esetleg szembe, bőrre került anyag gyorsan és hatékonyan eltávolítható, a különböző spraykban, gáztöltényekben lévő CN mennyiség nem veszélyes az emberre, állatokra, az irritáló hatás időleges, 5-15 perc, és magától megszűnik.
A gáztöltényekben, fajtától függően 80-220 milligramm CN hatóanyag található. A színjelölése világoskék és sötétkék.

### PV (kapszaicin)
A humánus? hatóanyag.
A három hatóanyag közül a legkevésbé hatásos. Gázspraykban és gáztöltényekben, a szintetikus kapszaicin (a paprikából vonják ki) található. Az irritáló hatása nagyon alacsony gáztöltényből kilőve, szinte alig gázosodik, ezért gázsprayból kifújva, folyadék állapotban használhatóbb.
A kapszaicin hatóanyagú töltények és gázsprayk, Németországban egy jogszabály miatt emberi támadók ellen nem használhatóak, ezért mint állatok elleni eszközök kerülnek forgalomba.
A PV gáztöltényekből kilövődő hatóanyag-felhő igen kicsi és gyorsan leülepszik. A hatása a torokban jelentkező kaparó égető érzésben, és nagyobb mennyiségben köhögésben nyilvánul meg. Gázspray-ből folyadék állapotban a szembe kerülve kellemetlen, égető érzést okoz, de a CN és a CS könnygázoknál jóval kisebb mértékben, bár mivel vízben nem oldódik, ezért a hatása tovább tart, akár 20-40 percig is.
Érdemes még megemlíteni a Bodyguard gázsprayt is, mely szalmiákszesz-tartalmú, és elég hatástalan. Azt javasoljuk, hogy ilyet még véletlenül se vegyenek, önvédelemre alkalmatlan.

## Felhasználása

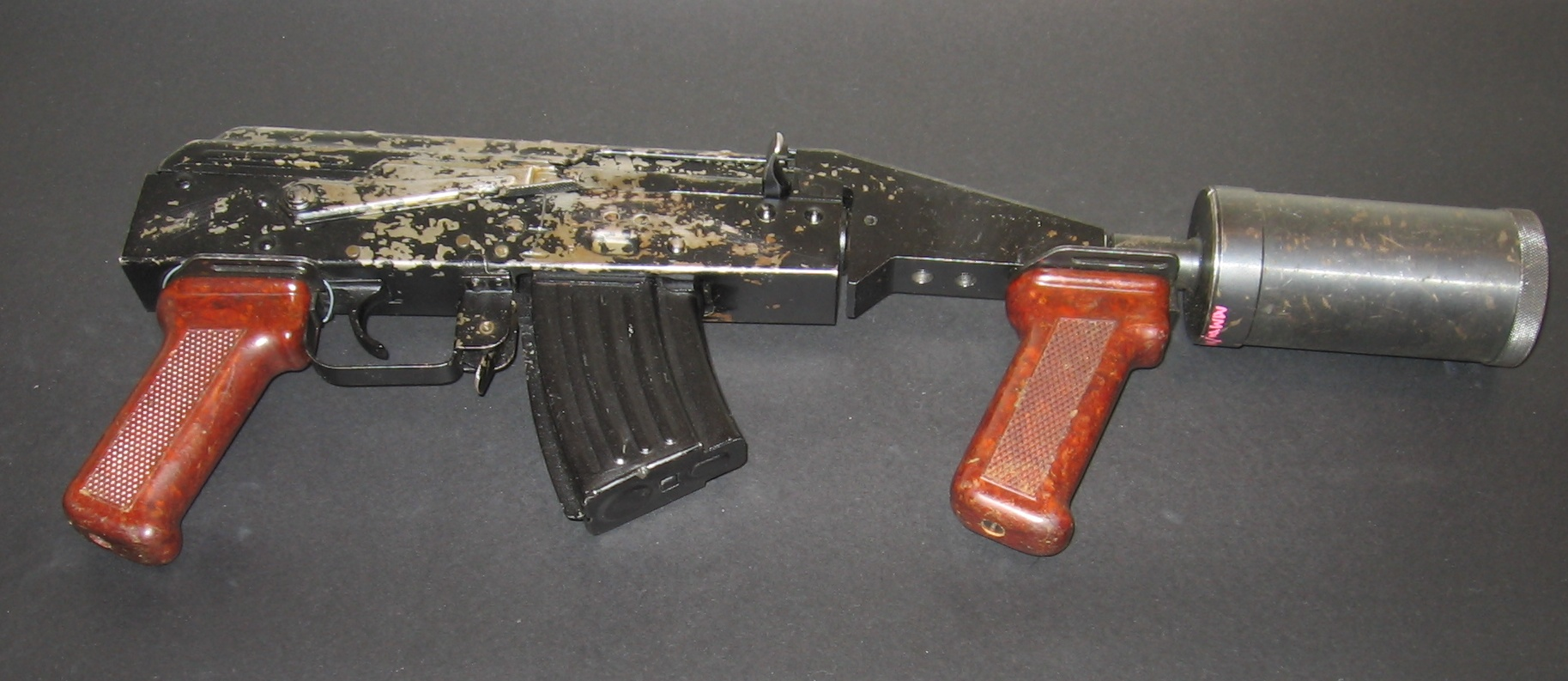
Kézi könnygázgránát-vető…

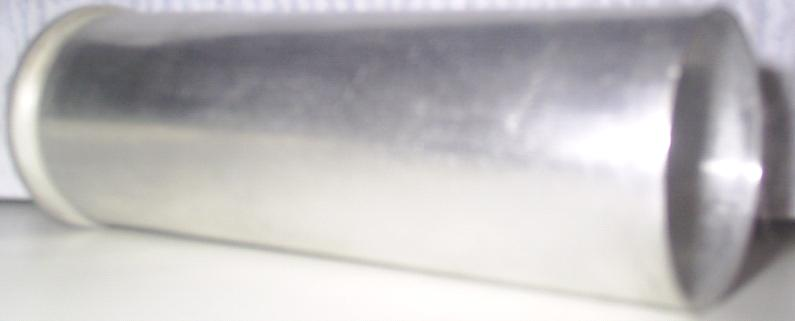
…és maga a lövedék

### Katonai és karhatalmi felhasználás
Általában kézi vagy gépkocsira szerelt gránátvető segítségével lövik a tömeg elé, s az izzó lövedék pályája mentén és a földet érés vagy becsapódás után aerosol formában bocsátja ki a forró vegyi reakció során fejlődő anyagot. Rengeteg katonai, félkatonai és egyéb fegyveres szervezet használja, bár a vegyi fegyver konvenció tiltja a vegyi fegyverek felhasználását. A könnygáz talán a legszélesebb körben elterjedt fegyver tömegoszlatáshoz.

### Magyarországon
A Magyar Köztársaság Rendőrsége is beveti tömegoszlatáskor, például a futballmérkőzésekhez kötődő huliganizmus ellen, vagy elfajult politikai tiltakozások alkalmával.

## Védekezés
Gázálarc híján az arc elé tekert – lehetőleg szódabikarbónás vízbe, vagy ecetbe, citromlébe áztatott – sál, kendő vagy más ruhadarab némi védelmet jelenthet. Hasznos lehet a védőszemüveg is. A bőr irritációját zsíros krémekkel lehet megelőzni.
Utólag lehetőleg ne dörzsöljük a szembe az anyagot, mert kötőhártya-sérüléseket okozhat. A legjobb módszer az égő szemet 20-25 percig folyamatosan tiszta vízzel öblögetni. A kontaktlencse viselése veszélyes lehet, a lencse alá került hatóanyag maradandó szemkárosodást is okozhat.
Földet érés után a gránát vízzel vagy más folyadékkal lehűthető. Széttaposni robbanásveszély miatt nem tanácsos. Puszta kézzel ne érjünk hozzá, mert forró. A tüntetők gyakran hokiütő segítségével szabadulnak meg tőle.
A magyarországi jogszabályok szerint közterületen csak 20 g töltőtömeget meg nem haladó, kapszaicin („pepper”) hatóanyagot nem tartalmazó spray viselhető, rejtett módon. Az ettől eltérő önvédelmi sprayk közbiztonságra különösen veszélyes eszköznek minősülnek. Ezek magánterületen birtokolhatók és használhatók, de közterületi viselésük szabálysértésnek minősül, és akár 50 000 Ft pénzbírságot is vonhat maga után. A viselhető sprayk darabszáma nincs korlátozva.

## Működési elv
A könnygázspray működési elve leginkább a dezodorhoz hasonlítható. A palackban lévő, oldott hatóanyag hajtógáz vagy sűrített levegő túlnyomása alatt áll. A függőlegesen tartott palack szórófejét lenyomva, a permet 2–5 m-re áramlik ki, ami függ a szórófej típusától és a gyártmány minőségétől. A spray legerősebb hatását 1-2 méteren belül fejti ki.

## Hatása
A hatóanyag a szem, az orr és a száj nyálkahártyáját, valamint a légutakat erősen ingerli. Erős váladékozást, csípő, égető érzést vált ki, ami a támadó tevékenységét időlegesen blokkolja.
GÁZSPRAY. A könnygázspray-k különböző méretű aeroszol flakonok, melyek, hajtógázt és folyadékot tartalmaznak, hasonlóan a hagyományos spray-khez (rovarirtó stb.), és ezekhez hasonló elven működnek. A különböző hatóanyagokat hajtógáz fújja ki a nyomástól függően, 1,5 vagy akár 5 méter távolságra is. A kisebb, zsebben is elférő, 40-50 milliliteres gázspray-k hatótávolsága ritkán haladja meg a 2-3 métert.
A gázspray-knek több fajtája van, az egészen kicsi 15 milliliterestől, a nagy akár 0,5 literes űrtartalmú tömegoszlató méretig. Magyarországon legálisan csak a 20 gramm töltőtömegű gázspray-k viselhetők közterületen, ami körülbelül 30-35 millilitert jelent.
Lényeges különbség van a szórófejek tekintetében. Létezik ködpermetet kifújó változat és olyan is, amely spricceli a hatóanyagot tartalmazó folyadékot. A ködpermetet fújó változat alkalmasabb több támadó ellen, de csak közelről igazán hatásos, mert fontos, hogy az anyag folyadék állapotban érje el a támadó arcát.
A ködpermetet kifújó gázspray-k szabadban a légmozgás miatt a használójukra is hatást gyakorolhatnak, vagy az utcán tartózkodó emberekre, ezért nagyon óvatosan kell ezeket alkalmazni. Zárt térben való használatuk viszont teljesen biztonságos, mivel légmozgás hiányában, a folyadékpermet hamar leülepszik, és csak a támadóra lesz számottevő hatással.
A másik, kevésbé gyakori fajta a spriccelős szórófej. Az ilyen gázsprayk egyenesen, vékony sugárban fújják ki a folyadékot, és ezért a hatótávolságuk is nagyobb a ködpermetet fújó változatoknál. Kisebb méret esetén is 5-6 méterre is elhordanak. Kétségtelen előnyük, hogy a szabadban még erősebb légmozgás esetén is biztonsággal használhatóak, nem kell tartanunk attól, hogy visszajön ránk a könnygáz. Mivel vékony folyadéksugarat bocsátanak ki, ezért nehéz eltalálni a támadó arcát. Az ilyen gázpraykkal kutyatámadás esetén szintén igen nehéz a gyorsan mozgó célpontot lespriccelni.
Zárt térben való alkalmazásuk is teljesen biztonságos, és a ködpermetet kifújó változatoknál még hatásosabbak is nagyobb távolságból, mivel a hatóanyag mindig folyadék állapotban marad. Gázfegyverekkel összehasonlítva a gázsprayk a kisebb méretük és súlyuk miatt könnyebben hordhatóak, de a hatásuk nagyságrendekkel marad el a gázfegyverek mögött, mivel kevesebb hatóanyag juttatható ki a flakonból mint a gáztöltényből, egyenlő idő alatt. (Nem vonatkozik ez a PV-gázspraykra, mivel azok hatékonyabbak a PV gáztöltényeknél). A CN és a CS gázspraykból hozzávetőlegesen 5-6 másodperc alatt lehet olyan mennyiségű hatóanyagot kifújni, mint egy gáztöltény elsütésével kilőni.
A gázspraykban is, mint a gázfegyverek gáztöltényeiben, az alábbi három hatóanyag található: CN (Klóracetofenon). A valódi könnygáz, a Magyarországon kapható és engedélyezett hatóanyagok közül a leghatásosabb. Hatása igen intenzív, és hosszantartó, megvadult állatok ellen is igen hatásos, például az Antihund, nevű kutya elleni gázspray is CN töltetű. Emberi támadók elleni védekezésre a legjobb választás, már egészen kicsi, néhány milligramm mennyiség is erősen csökkenti a támadó harcképességét, 20 milligramm felett pedig azonnali harcképtelenséget okoz, ami akár 15 percig is eltarthat.
CS (Ortó klór benzál malodinitril): ez a hatóanyag azért került kifejlesztésre, mivel a CN-t az angolok a meleg égövi gyarmataikon rendfenntartásra használták, és a nagy forróságban a CN-kristályok párolgása, a raktározás, és szállítás folyamán kellemetlennek bizonyult. A légmentesen lezárt gáztöltényekből és gázspraykból nem párolog el a hatóanyag. A CS gáz a CN-nél kisebb irritáló hatással rendelkezik, de emberek ellen még megfelelően erős, és nem csak irritálja a vele érintkezésbe kerülő testrészeket, hanem rosszullétet, a vérnyomás megemelkedését, szédülést, hányást is okozhat, ami beteg ,legyengült emberekre veszélyes hatással is lehet. A CS gáz, kutyatámadás elhárítására nem javasolt, mivel túlságosan gyenge ahhoz, hogy az embernél szívósabb, és nagyobb fájdalomküszöbbel rendelkező állatokat megfékezze.
PV (Capsaicin), a környezetbarát hatóanyag. A PV hatóanyag tulajdonképpen nem is nevezhető könnygáznak, mivel a paprikából kivont és szintetizált capsaicin nevű anyagról van szó. Hatása rendkívül bizonytalan. Vannak emberek, akikre hatást gyakorol és vannak olyanok is, akikre egyáltalán nem. Mivel vízzel nem semlegesíthető, ezért a szembe került capsaicin, értágító hatása miatt az erek károsodását is okozhatja, súlyos bevérzéseket, vérömlenyt okozva az áldozatnak. A rendszeresen erős paprikát fogyasztók szinte biztos, hogy immunisak a PV -re, és tapasztalatok alapján a támadó kutyák ellen sem jelent megfelelő védelmet, ugyanakkor egészségkárosító hatása miatt az esetleges önvédelem során könnyen súlyos, maradandó sérülést okozhatunk vele. Németországban a PV hatóanyagú gázspraykra rá van írva, hogy csak állatok elleni védekezésre használhatók, ám ez csak azért van, mert egy állatvédelmi törvény nem tette lehetővé a hatóanyag tesztelését, így az ember elleni használat nem engedélyezett. A PV hatóanyagú gázspraykat Pepper néven, kutyaellenes gázsprayként hozzák forgalomba. Magyarországon a PV hatóanyag emberek ellen is bevethető.
CR (DIBENZOXAZEPIN)
Az ön- és közveszélyes méreg. A CS-gáznál jóval irritálóbb kristályos anyag, szaga a borshoz hasonlít. Erős bőrfájdalmat (különösen nedves felületen), köhögést, kapkodó légzést, légzési zavarokat, ideiglenes vakságot okoz. Zárt térben használva rövid idő alatt halálos dózist lehet belőle belélegezni. A CR-nek kitett bőrfelületen súlyos fájdalom jelentkezhet még több nap múlva is, hosszan tartó érintkezés esetén kémiai égést okoz. A hatása karcinogén (rákkeltő). Használata az Európai Unióban tiltott. A rendőrség sem használja.
Létezik még egy magyar gyártmányú gázspray is, a Bodyguard, mely szalmiákszesz tartalmú, szabadon megvásárolható és közterületen is hordható. Ez a gázspray sajnos igen hatástalannak bizonyult a legutóbbi tesztünkön, gyakorlatilag elenyésző az irritáló hatása, ezért önvédelemre nem tartjuk megfelelőnek.

## Medve elleni gázspray
Ezek OC-töltetűek, FOG szórófejjel, megemelt töltetkoncentrációval.